# Bundesautobahn 114
L'autostrada tedesca A 114 congiunge il raccordo anulare esterno berlinese con il distretto berlinese di Pankow.

## Percorso
| A 114 |           |                        |     |                |                |
| Tipo  | n° uscita | Indicazione            | km  | Corrispondenze | Strada europea |
|       | 1         | Autobahndreieck Pankow | 0,0 |                |                |
|       | 2         | Schönerlinde Straße    | 2,3 |                |                |
|       | 3         | Bucher Straße          | 3,6 |                |                |
|       | 4         | Pasewalker Straße      | 7,6 |                |                |
|       | 5         | Prenzlauer Promenade   | 8,5 |                |                |